# 安樂宮
安樂宮，是上海市在中華民國大陸時期的一处娱乐场所，位于朱葆三路（现溪口路）。安樂宮由黄金荣和杜月笙在1928年合办创建，设有舞厅、酒吧、旅馆。这里是臧大咬子事件的发生地点。